# Stockholms-Tidningen
Stockholms-Tidningen (Stocken, StT) var 1889–1966 och 1981–1984 en liberal, senare socialdemokratisk, morgontidning i Stockholm. Från 1993 till 2017 utkom Stockholms-Tidningen som en prenumererad regional socialdemokratisk nyhets- och debattidning, som utkom en gång i veckan i samverkan med Aktuellt i Politiken och Ny Tid.

## Tre epoker

### Storhetstiden

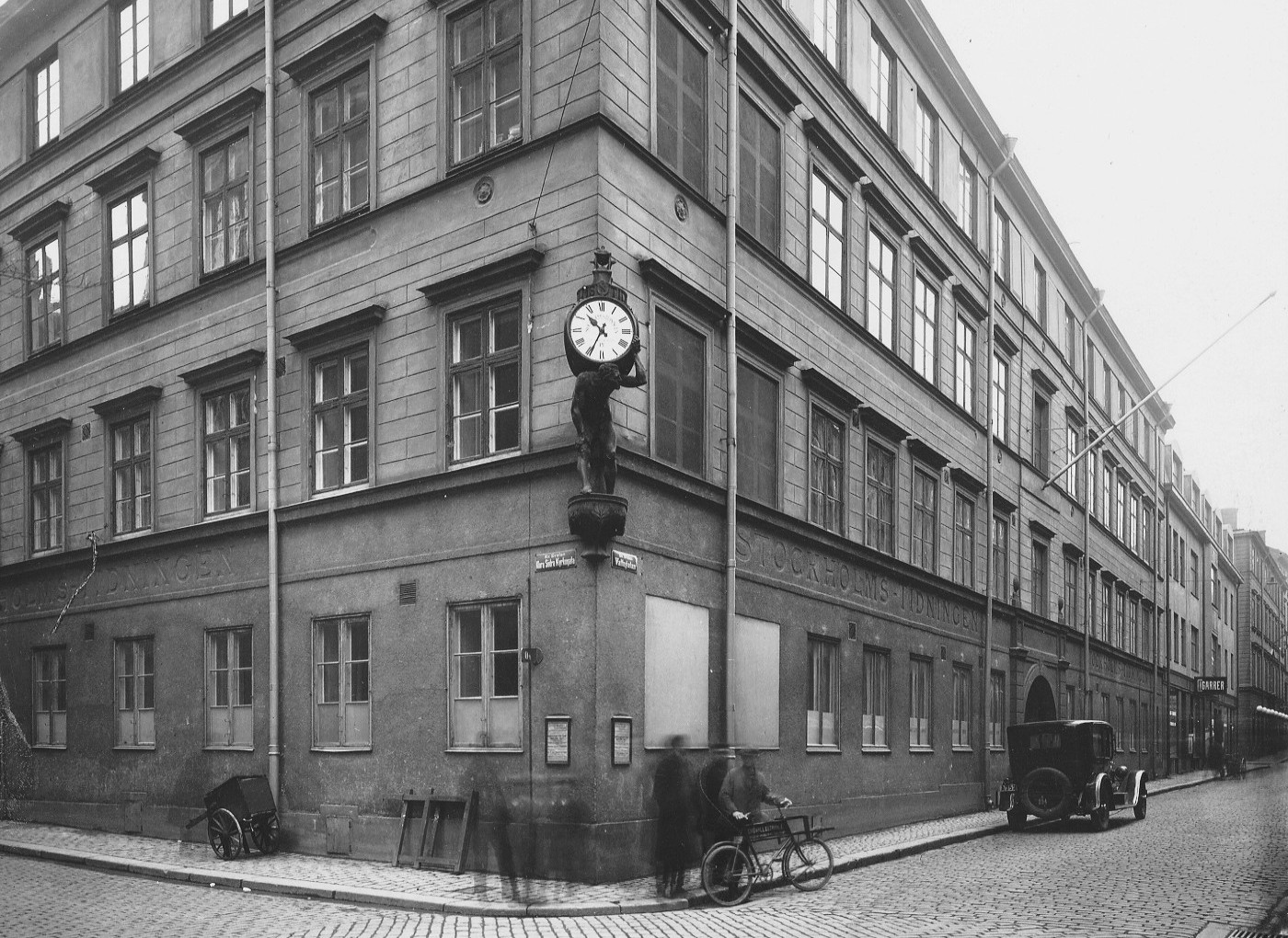
Stockholms-Tidningens hus på 1920-talet. Hörnet smyckas sedan 1903 av Stockholms-Tidningens klocka.

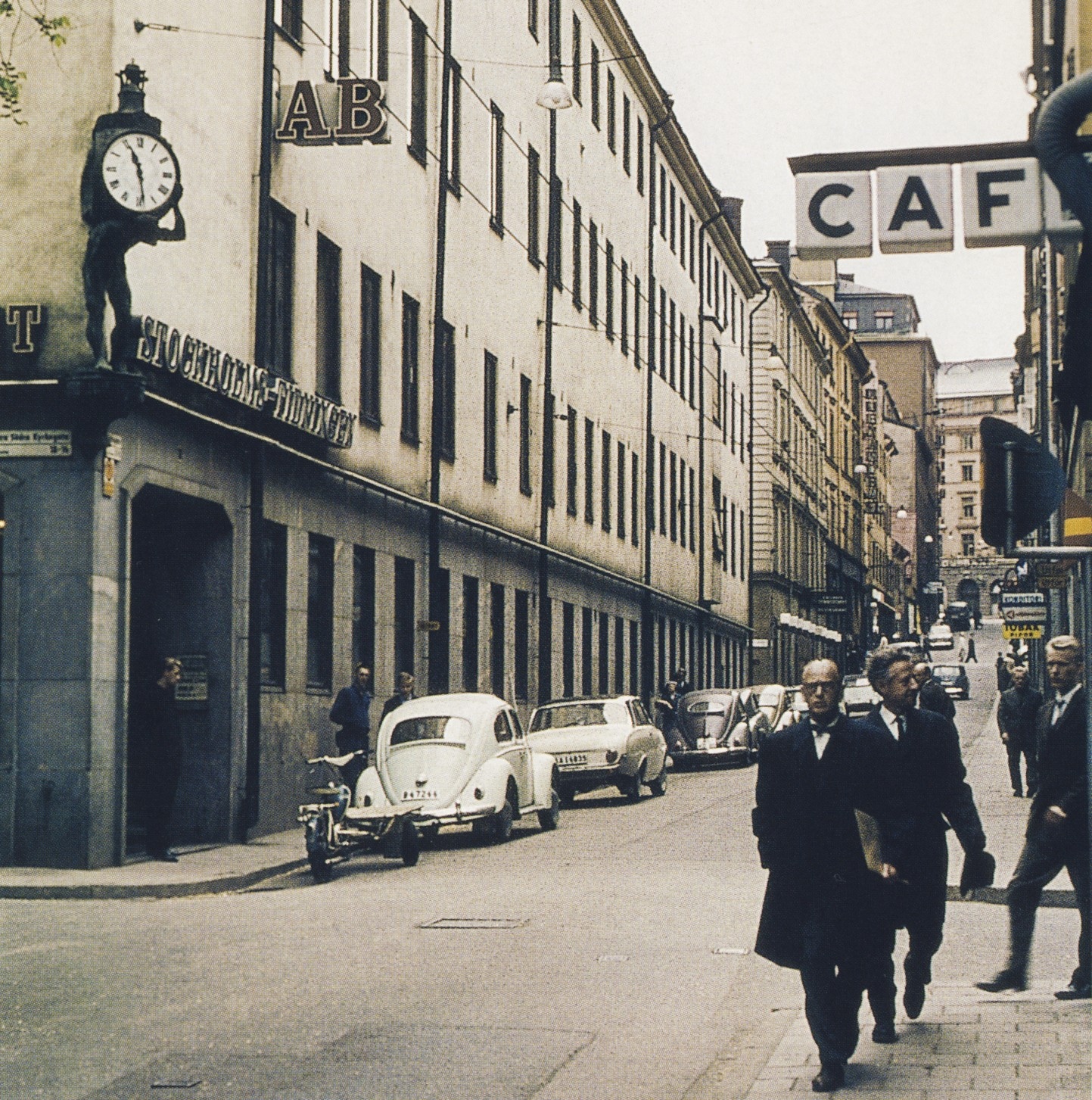
Stockholms-Tidningens och Aftonbladets kontorshus vid Vattugatan 1964.

Stockholms-Tidningen grundades 1889 och nådde redan i slutet av 1890-talet en upplaga av över 100 000 exemplar och var då Nordens största tidning. Under sin storhetstid var tidningen Sveriges ledande morgontidning och drev en liberal, socialreformistisk och försvarsvänlig linje. Redaktionen och tryckeriet låg i kvarteret Svalan vid Vattugatan / Klara södra kyrkogata på Norrmalm. Tidningen var starkt engagerad i rösträttsrörelsen och man hade även en omfattande kulturell bevakning. Stockholms-Tidningen förblev Sveriges största morgontidning ända fram till början av 1930-talet, då Dagens Nyheter tog över tätplatsen. 
År 1931 slogs tidningen ihop med Stockholms Dagblad. 1937 köpte Torsten Kreuger tidningen för att 1956 sälja den till LO (tillsammans med Aftonbladet). Under tiden 1946–56 var Torsten Kreugers son Carl Kreuger chefredaktör. LO drev den under tio år med stor förlust (sammanlagt cirka 180 miljoner kronor). Den 27 februari 1966 kom det sista numret av Stockholms-Tidningen ut.

### Ett nytt försök
Fredagen den 18 september 1981 återuppstod tidningen som morgontidning med huvudrubriken HEJ! NU ÄR VI HÄR, men redan 1984 försattes den i konkurs av ägarna. Stockholms-Tidningen, som leddes av chefredaktören Sven O Andersson och redaktionschefen Rolf Alsing, hann under dessa år få ett gott rykte för god journalistik[källa behövs] och flera scoop, som ibland var obekväma för ägarna. 
Bland annat lyckades fotografen Paolo Rodriguez i riksdagshuset med teleobjektiv fotografera av Kjell-Olof Feldts dikt om de nyss genomröstade löntagarfonderna (se dikten "Löntagarfonder").
Tidningen satsade även på bildjournalistik. Bland annat anlitades bildbyrån SALT, som bestod av fotograferna Lars Tunbjörk, Lars Allard, Claes Löfgren och Rolf Adlercreutz.

### 1993: Veckotidning i liten skala
Stockholms-Tidningen startades på nytt 1993 som veckovis utkommande systertidning till Aktuellt i Politiken, med anknytning till Socialdemokratiska partiet. Den hade i mitten av 2000-talet ca 2 500 prenumeranter, huvudsakligen i Stockholms stad och län. Ove Andersson var chefredaktör och utgivare sedan nystarten 1993 och efterträddes den 1 juni 2006 av Eric Sundström, tidigare ordförande i Socialdemokratiska studentförbundet. Redaktionschef och ledarskribent i ST var från 1993 Bengt Carlström, som bland annat varit chefredaktör på de båda socialdemokratiska tidningarna Kronobergaren och Smålands Folkblad. Bengt Carlström blev 2010 chefredaktör för Stockholms-Tidningen och efterträddes vid sin pensionering i april av Jan Söderström. I november 2010 blev Ylva Säfvelin chefredaktör.
Stockholms-Tidningen lades, för tredje gången, ner 2017. Sista numret kom den 3 april 2017.

## Redaktörer för Stockholms-Tidningen
- Anders Jeurling 1889–1902 (chefredaktör)
- Adolf Hallgren 1902–1906  (chefredaktör)
- Gustaf Gullberg och Erik Rinman 1906–1911 (chefredaktör)
- Erik Rinman 1911–1930 (huvudredaktör och politisk redaktör)[4]
- Eskil Sundström 1 januari 1931–19 november 1931 (chefredaktör)
- Ewald Stomberg 20 november 1931–1936 (chefredaktör)
- Per-Gustaf Peterson 1936–1937 (chefredaktör)[5]
- Börje Brilioth 1937–1948 (chefredaktör)
- Carl Kreuger 1948–1956 (chefredaktör)
- Gustaf Näsström 1956–1958 (chefredaktör)
- Victor Vinde 1959–1965 (chefredaktör)
- Gunnar Fredriksson 1965–1966 (chefredaktör)
- Sven O Andersson 1980–1984
- T L Ove Andersson 1993–2006
- Eric Sundström 2006–2009
- Bengt Carlström 2010
- Jan Söderström 2010
- Ylva Säfvelin 2010–2017[6]